# Сеполија
Сеполија (грч. Σεπόλια) је део Атине који се налази северозападно од центра града . Налази се у близини округа Като Патисија, Агиос Николаос и Колонос .
Линија метроа 2 пролази кроз Сеполију, а област опслужује станица Сеполија.
У 19. веку, Сеполија је била село у Атици, географски различито од Атине. По попису из 1879. имали су 278 становника.  Назив региона потиче од исквареног старогрчког израза εσο πολις (Εσω-πόλια --> Εσπόλια --> Σεπόλια). 1870. подигнута је црква Агиос Мелетиос.

## Знамените личности
- Јанис Адетокумбо[1]
- Танасис Адетокумбо, НБА кошаркаш
- Костас Адетокумбо, кошаркаш
- Никос Папас, кошаркаш [2]